# Погорілівка (Конотопський район)
Погорі́лівка — село в Україні, у Кролевецькій міській громаді Конотопського району Сумської області. Населення становить 190 осіб. До 2020 орган місцевого самоврядування — Обтівська сільська рада.

## Географія

Озеро Мачулище

Село розташоване в північній частині Конотопського району, на лівому березі річки Реть, яка через 1 км впадає в річку Десна, вище за течією на відстані 3,5 км розташоване село Обтове. Відстань до центру територіальної громади м. Кролевець становить 20 км. Річки в цьому місці звивисті, утворюють лимани, стариці та заболочені озера, серед яких можна виділити Білевик (назване так через біле латаття), Воловик, Мачулище (місце масвого відпочинку), Хінене.

## Символіка
Велика кількість річок та озер і бідні піщані ґрунти призвели до того, що майже все місцеве населення були рибалками і жили з риболовлі. Це і зображено на гербі - дві золоті рибини і срібна рибальська сіть. Синій колір - річка Десна. Срібна каблучка з діамантом символізує численні озера з білим лататтям і взагалі багатство місцевих водних ресурсів.

## Назва
Існує дві версії походження назви села:
1. від пожежі. Зі згадок старожилів, село в давнину знаходилося ближче до старого русла річки Десна, а коли згоріло було перенесене на поточне місце, а на місці згарища ще довго знаходили обвуглені головешки
2. від виразу По горі ловко, у якому місцеве слово «ловко» означає гарне приємне відчуття, яке відчуває хто-небудь.

## Історія
Село знаходилось у володінні польського пана Франциска Вішли, про що свідчать документи Чернігівської єпархії. У 1689 р. село було передано у володіння українському сотнику Петру Михайловичу Забілі.
Село Погорілівку він залишив по заповіту своєму сину, Івану-старшому, який залишив одну дочку, видану заміж за Константина Голуба, генерального бунчукового товариша.
На околиці села виявлені залишки неолітичних поселень, поселення бронзової доби, городище скіфських часів.
12 червня 2020 року, відповідно до розпорядження Кабінету Міністрів України № 723-р «Про визначення адміністративних центрів та затвердження територій територіальних громад Сумської області», село увійшло до складу Кролевецької міської громади.
19 липня 2020 року, в результаті адміністративно-територіальної реформи та ліквідації Кролевецького району, увійшло до складу новоутвореного Конотопського району.

## Сьогодення
В селі працює табір відпочинку для дітей «Ластівка».